# Laishui
Laishui léase Lái-Shuéi (en chino simplificado, 涞水县; pinyin, Láishuǐ xiàn) es un condado bajo la administración directa de la ciudad-prefectura de Baoding en la provincia de Hebei,al noreste República Popular China. Su centro urbano se localiza en una zona de valle de los montes Taihang a 42 metros sobre el nivel del mar, en las riberas del río Hai. Su área total es de 1650 km² y su población proyectada para 2013 es de 340 000 habitantes.

## Administración
El condado de Laishui se dividen en 15 pueblos , que se administran en 7 poblados y 8 villas:
Poblados:
- Laishui (涞水镇), Yi'an (义安镇), Shiting (石亭镇), Zhaogezhuang (赵各庄镇), Yongyang (永阳镇), Sanpo (三坡镇),Jiulong (九龙镇)

Villas:
- Longmen (龙门乡), Qizhongkou (其中口乡), Songgezhuang(宋各庄乡), Hujiazhuang (胡家庄乡), Mingyi (明义乡), Wangcun (王村乡), Dongwenshan (东文山乡), Loucun (娄村乡)